# Сорокин, Евгений Александрович
Евге́ний Алекса́ндрович Соро́кин (род. 25 июня 1998, Москва, Россия) — российский хоккеист, левый нападающий. Игрок системы ХК «Салават Юлаев». Мастер спорта России (2023).

## Карьера
Евгений Сорокин начал заниматься хоккеем с трёх лет, по рекомендации родителей. До семи лет занимался хоккеем, футболом и плаванием. Юный хоккеист пробовал свои силы в различных, московских, хоккейных школах, таких как: ЦСКА, «Динамо», «Белые медведи», «Северная звезда» и «Спартак», но пробиться в молодёжную команду красно-белых не получилось. По рекомендации своего друга по спортивной школе Кирилла Зайцева, Сорокин поехал на просмотр в Санкт-Петербург, где в итоге прошёл отбор и подписал свой первый, профессиональный контракт с командой «СКА-Серебряные Львы», в составе которой, в сезоне 2016/2017 дебютировал в МХЛ.
Следующий сезон Евгений начал в МХК «Спартак», получив возможность также выступать за клубы КХЛ «Спартак» и ВХЛ «Химик», на основе трёхстороннего контракта.
В сезоне 2018/2019 дебютировал в составе «Химика» в ВХЛ. 5 января 2019 года Сорокин сыграл свой первый матч в Континентальной хоккейной лиге, попав в заявку на домашнюю игру против новосибирской «Сибири». Всего, в сезоне 2018/2019, хоккеист провёл 4 матча за основную команду красно-белых. Далее, в сезонах 2019/2020, 2020/2021, 2021/2022 играл за «Химик».
Сезон 2022/2023 начал в составе новокузнецкого «Металлурга». Сезон 2023/2024 провел там же, набрав рекордные для своей карьеры в ВХЛ 30 очков (15+15).